# Rice Lake
Rice Lake je město v Barron County ve státě Wisconsin, USA.

## Geografie
Podle sčítacího úřadu Spojených států, má město celkovou výměru 71,5 km², z toho je 68,3 km² (26,4 mi²) pevniny a 3,2 km² (4,45%) vodní plochy.

## Demografie

### 2010
Podle sčítání lidu z roku 2010 zde žilo 3 041 obyvatel.

#### Rasové složení
- 96,7% Bílí Američané
- 0,3% Afroameričané
- 0,3% Američtí indiáni
- 0,5% Asijští Američané
- 0,0% Pacifičtí ostrované
- 0,8% Jiná rasa
- 1,3% Dvě nebo více ras

Obyvatelé hispánského nebo latinskoamerického původu, bez ohledu na rasu, tvořili 2,9% populace.

### 2000
V roce 2000 zde žilo 3 026 lidí v 1 139 domácnostech a 877 rodinách. Hustota populace byla 44,3 osoby/km². Bylo zde 1 216 domových jednotek v průměrné hustotě 17,8 domů/km². Rasové složení města bylo 98,25% Bílí Američané, 0,17% Afroameričané, 0,23% Američtí indiáni, 0,26% Asijští Američané, 0,03% Pacifičtí ostrované, 0,40% Jiná rasa a 0,66% Dvě nebo více ras. Obyvatelé hispánského nebo latinskoamerického původu, bez ohledu na rasu, tvořili 0,96% populace.
Bylo zde 1.139 domácností, z nichž 36,4% mělo děti pod 18 let, 67,3% byly manželských párů žijících společně, 6,7% domácností tvořily ženy bez manžela a 23,0% nebyly rodiny. 19,4% byly osoby osamoceně žijící, 7,6% byly osoby osamoceně žijící 65 a více let staré. Průměrný počet osob v domácnosti byl 2,66 a průměrný počet osob rodiny 3,04.
Ve městě bylo 27,0% osob mladších 18 let, 7,7% od 18 do 24, 28,7% od 25 do 44, 24,5% od 45 do 64 a 12,1% osob 65 let a starších. Věkový průměr byl 37 let. Na každých 100 žen připadlo 98.7 mužů. Na každých 100 žen, starých 18 let a více, připadlo 101,5 muže.
Průměrný příjem domácnosti ve městě byl $45.649, průměrný příjem rodiny 49 865 $. Muži měli průměrný příjem 34 340 $ oproti ženám, které měly průměrný příjem 20 992 $. Celkový průměrný příjem ve městě byl 19 835 $.